# Kika et Bob
Kika et Bob est une série télévisée d'animation néerlando-belge composée de 52 épisodes de 10 minutes diffusée à partir du 24 décembre 2007 sur NTR et en février 2008 sur Ketnet.
En France, la série a été diffusée de 2008 à 2016 sur la chaîne Télétoon+[réf. souhaitée]. Elle reste inédite dans les autres pays francophones.

## Synopsis
Dans la petite ville de Waterloo, en Belgique, la petite Kika de 9 ans, par un jour d'orage essaie de sauver son chat Tigre rescapé sur le Clocher de l'Église avec l'aide d'un pompier costaud, Bob. Mais, malgré leurs tentatives désespérées pour récupérer Tigre, une tornade aspire et rejette Kika et Bob de l'autre côté de la planète. Depuis lors ils ne poursuivent qu'un seul but, parcourir le globe, rentrer chez eux et sauver Tigre avant qu'il ne soit trop tard.
Dans la saison 2, Madame Hackman gagne le prix du plus beau pigeon de Waterloo avec son pigeon mauve Tili, Kika et Bob l'applaudissent avec Tigre en main. Mais ce matin-là, Tigre n'avait pas encore mangé alors il se précipite vers Tili. Effrayé, la pigeonne s'envole. Madame Hackman met alors Tigre dans une cage et dit à Kika « Je te rendrai ton chat une fois que tu m'auras rapporté Tili ». Alors nos deux héros n'ont plus qu'une chose à faire, retrouver Tili afin de libérer Tigre.

## Personnages
- Kika : Héroïne de l'histoire, Kika est une petite fille brillante de 9 ans qui trouve la vie trop monotone. Elle aime l'aventure, les macaronis au ketchup et son petit chat Tigre. Elle fait parfois preuve d'un grand sens logique dans certaines de leurs aventures.
- Bob : Héros de l'histoire, c'est un pompier plutôt costaud et régulier à la caserne de Waterloo. Il est beaucoup plus optimiste que Kika et aime manger des chips et faire la vaisselle, surtout quand sa mère le lui demande. D'après lui, les pompiers font le plus beau métier du monde.
- La Voix : Voix off de la série et guide des héros, il est doté d'un grand savoir et conseille souvent les héros lors de leurs choix notamment par la phrase: "Faites votre choix maintenant" suivie d'une scène comique. Il fait parfois des pauses carrière quand Kika et Bob ne s'entendent pas et est parfois interrompu par ceux-ci lorsqu"il "commence à faire une leçon de chose". On sait qu'il porte un pull vert
- Tigre : Le chat de Kika ne la quitte presque jamais. Il est feignant, miaule tout le temps et, dans la plupart des épisodes, invente un stratagème pour manger les oiseaux qui viennent lui rendre visite.
- Tili : Pigeonne mauve de Madame Hackman. Elle s'envole, effrayée par Tigre, à travers le monde.
- Madame Hackman : Femme âgée avec cheveux gris, propriétaire de Tili son pigeon. Elle retient Tigre en otage tant que Kika et Bob ne lui rapporteront pas Tili.

## Voix françaises
- Aaricia Dubois : Kika
- Martin Spinhayer : Bob
- Robert Guilmard : Voix, Tigre
- Monique Schlusselberg : Mme Haakmans
- Nicolas Matthys, Benoît Grimmiaux, Alessandro Bevilaqua : voix additionnelles

Direction artistiqueStéphane Gallard

## Liste des épisodes

### Saison 1
1. Autant en emporte le vent (Amazonie)
2. Plage, foot et favelas (Rio de Janeiro, Brésil)
3. Vitesse de croisière (Océan Atlantique Sud)
4. Insectes et vaudou (Sénégal)
5. Le Secret des Pyramides (Égypte)
6. Le Retour du Yéti (Bhoutan)
7. Bobbywood (Mumbai, Inde)
8. Bobinson Crusoé (Océan Indien)
9. Australie nous voilà (Australie)
10. Made in Japan (Japon)
11. Le Trans-Sibérien (Sibérie)
12. Caviar ou vieilles chaussures (Moscou, Russie)
13. Taxi Esperanza (Cuba)
14. Le légendaire Zorro (Mexique)
15. Le rêve Américain (Las Vegas)
16. Cow-girl Kika (Texas)
17. Votez Bobo (New York)
18. Kika et Bob être au Groenland (Groenland)
19. Le Zous Marin Allemand (Océan Arctique)
20. Ping pong pour débutant (Chine)
21. Balles de Golf dans le Désert (Dubaï)
22. Safari!
23. Mamma Mia! (Sicile, Italie)
24. Lavande, art et petits cochons (France)
25. Le mystère du Collier de Perles (Londres, Angleterre)
26. Enfin à Waterloo (Waterloo, Belgique)

### Saison 2
1. Le bébé de Serengeti (Kenya)
2. Tango dans la pampa (Argentine)
3. Kung fu Bob (Chine)
4. Pas de répit en Australie
5. Pas de répit en Australie
6. Major Bob et la princesse du désert
7. Sur la route du tour
8. La rançon du succès
9. Kika do Brasil
10. Pentes et cors alpins
11. Pentes et cors alpins
12. Kika et Bob croquent la Grosse Pomme
13. Kika et Bob croquent la Grosse Pomme
14. La voie du bonheur
15. Parfums de Holi
16. Une raison de se lamenter
17. Groenland : Kika et Bob on Ice ! (Danemark)
18. Une chanson pour Tilly
19. Le roi du ketchup
20. Un repas piaffement bon
21. Vive Kika et Bob !
22. Magique Moscou
23. La belle vie de Tilly
24. Tilly à Tokyo (Japon)
25. Roucoulades en Sicile (Italie)
26. Le zombie de houte-s'i-plout